# Idaea hercyniae
Idaea hercyniae là một loài bướm đêm trong họ Geometridae.